# روبرت آتایان
روبرت آرشاکی آتایان (ارمنی: Ռոբերտ Արշակի Աթայան؛ انگلیسی: Robert Atayan; ۲۰ نوامبر ۱۹۱۵ – ۵ مارس ۱۹۹۴) آهنگساز، فرهنگ عامه‌شناس و مربی موسیقی اهل ارمنستان بود.

## زندگی‌نامه
وی در ۲۰ نوامبر ۱۹۱۵ در تهران، ایران به دنیا آمد و سپس به ارمنستان شوروی نقل مکان نمود. وی از کنسرواتوار دولتی کومیتاس ایروان فارغ‌التحصیل گشت و از سال ۱۹۴۴ در همان‌جا به تدریس پرداخت. آتایان مؤلف چندین اثر مهم در باب سیستم نت‌نویسی موسیقایی ارمنی تحت عنوان «خاز» می‌باشد. وی تقریباً نزدیک به سی سال را صرف پژوهش آثار کومیتاس وارداپت نمود و ویراستار اصلی مجموعه آثار کومیتاس در ۱۴ جلد (ایروان، ۱۹۶۰–۲۰۰۶) بود. او به عنوان برجسته‌ترین مرجع هنر کومیتاس شناخته می‌شود وی همچنین برنده جوایزی همچون نشان برحسته افتخار و چهره هنری شایسته ارمنستان شوروی شد. وی در ۵ مارس ۱۹۹۴ در سن ۷۸ سالگی در لس آنجلس، کالیفرنیا درگذشت و در آرامستان مرکزی ایروان (توخماخ) به خاک سپرده شد.